# Nombre hypercomplexe
En mathématiques, le terme nombre hypercomplexe est utilisé pour désigner les éléments des algèbres qui sont étendues ou qui vont plus loin que l'arithmétique des nombres complexes.
Les nombres hypercomplexes ont eu un grand nombre de partisans incluant Hermann Hankel, Georg Frobenius, Eduard Study et Élie Cartan. L'étude des systèmes hypercomplexes particuliers conduit à leur représentation avec l'algèbre linéaire.
Les nombres hypercomplexes sont utilisés en physique quantique pour calculer la probabilité d'un événement en tenant compte du spin de la particule. En négligeant le spin, les nombres complexes « normaux » suffisent [source insuffisante].
Cet article donne une vue d'ensemble des différents systèmes, incluant certains types qui n'ont pas été considérés par les pionniers avant la perception moderne issue de l'algèbre linéaire. Pour les détails, les références et les sources, suivre le lien associé au nombre particulier.
L’usage le plus commun du terme nombre hypercomplexe fait référence sans doute aux systèmes algébriques avec une « dimensionnalité » (axes), comme ceux contenus dans la liste suivante. Pour les autres (comme les nombres transfinis, les nombres superréels, les nombres hyperréels, les nombres surréels), voir l'article « Nombre ».

## Nombres distributifs avec un axe réel etnaxes non réels
Une définition accessible et moderne d'un nombre hypercomplexe est donnée par Kantor et Solodovnikov (voir la référence complète ci-dessous). Ils sont éléments d'une algèbre réelle unitaire (non nécessairement associative) de dimension n + 1 > 0.
D'un point de vue géométrique, cette algèbre contient donc un axe réel et au moins un axe non réel. Ses éléments sont les combinaisons linéaires, à coefficients réels {\displaystyle (a_{0},...,a_{n})\,}, d'une base canonique {\displaystyle \{1,i_{1},...,i_{n}\}\,} ({\displaystyle n\in \{1,2,3...\}\,}).
Lorsque cela est possible, on choisit traditionnellement une base telle que {\displaystyle i_{k}^{2}\in \{-1,0,+1\}\,}.
Les algèbres ci-dessous peuvent toutes avoir une telle base.

### Quaternion, octonion et au-delà: la construction de Cayley-Dickson
Les nombres hypercomplexes sont obtenus en généralisant plus avant la construction des nombres complexes à partir des nombres réels par la construction de Cayley-Dickson.
Celle-ci permet d’étendre les nombres complexes en algèbres de dimension {\displaystyle 2^{n}\,} ({\displaystyle n\in \{2,3,4,...\}\,}). Les plus connues sont l'algèbre des quaternions (de dimension 4), celle des octonions (de dimension 8) et celle des sédénions (de dimension 16).
Augmenter la dimension introduit des complications algébriques : la multiplication des quaternions n’est plus commutative, la multiplication des octonions est, de plus, non associative et la norme sur les sédénions n'est pas multiplicative.
Dans la définition de Kantor et Solodovnikov, ces nombres correspondent aux bases anti-commutatives de type {\displaystyle i_{m}^{2}=-1\,} (avec {\displaystyle m\in \{1,...,2^{n}-1\}\,}).
Puisque les quaternions et les octonions offrent une norme (multiplicative) similaire aux longueurs des espaces vectoriels euclidiens de dimensions quatre et huit respectivement, ils peuvent être associés à des points dans certains espaces euclidiens de dimensions plus élevées. Au-delà des octonions, par contre, cette analogie tombe puisque ces constructions ne sont plus normées.
On peut créer une infinité d’algèbres du même type en appliquant la construction de Cayley-Dickson à l’algèbre de rang inférieur. Quelques propriétés intéressantes sont à noter :
- à chaque rang, la dimension de l'algèbre est doublée ;
- à chaque rang, une propriété supplémentaire est perdue.

| n   | 2n                    | nom                       | limite                                     |
| --- | --------------------- | ------------------------- | ------------------------------------------ |
| 0   | 1                     | réels                     | -                                          |
| 1   | 2                     | complexes                 | perte de la comparaison                    |
| 2   | 4                     | quaternions               | perte de la commutativité                  |
| 3   | 8                     | octonions                 | perte de l'associativité                   |
| 4   | 16                    | sédénions                 | perte de l'alternativité et de l'intégrité |
| n>4 | {\displaystyle 2^{n}} | {\displaystyle 2^{n}ions} | mêmes propriétés que les sédénions         |

Après les octonions, les algèbres contiennent des diviseurs de zéro (x · y = 0 n'implique plus x = 0 ou y = 0), ce qui implique que leurs multiplications ne conservent plus les normes.

### Nombre dual
Les nombres duaux sont de bases {\displaystyle \{1,\varepsilon \}\,} avec l'élément nilpotent {\displaystyle \varepsilon ^{2}=0\,}.

### Algèbre complexe déployée
Les nombres complexes déployés sont de bases {\displaystyle \{1,i\}\,} avec {\displaystyle i^{2}=+1\,} une racine non réelle de 1. Ils contiennent les éléments idempotents {\displaystyle {\frac {1}{2}}(1\pm i)\,} et des diviseurs de zéro {\displaystyle (1+i)(1-i)=0\,}.
Une construction de Cayley-Dickson modifiée conduit aux coquaternions (quaternions déployés, c’est-à-dire de bases {\displaystyle \{1,i_{1},i_{2},i_{3}\}\,} avec {\displaystyle i_{1}^{2}=i_{2}^{2}=+1\,}, {\displaystyle i_{3}^{2}=-1\,}) et aux octonions déployés (c'est-à-dire de bases {\displaystyle \{1,i_{1},...,i_{7}\}\,} avec {\displaystyle i_{1}^{2}=i_{2}^{2}=i_{3}^{2}=-1\,}, {\displaystyle i_{4}^{2}=...=i_{7}^{2}=+1\,}). Les coquaternions contiennent des éléments nilpotents et ont une multiplication non commutative. Les octonions déployés sont aussi non associatifs.
Toutes les bases non réelles d'algèbres complexes déployées sont anti-commutatives.

### Algèbre de Clifford
Une algèbre de Clifford est une algèbre unitaire, associative sur les espaces vectoriels réels, complexes ou quaternionique muni d'une forme quadratique. Alors que les constructions de Cayley-Dickson et complexes déployées avec huit ou plus de dimensions ne sont plus associatives pour la multiplication, les algèbres de Clifford conservent l’associativité pour toute dimensionnalité.

### Tessarine, biquaternion et sédénion conique
Tandis que pour les constructions de Cayley-Dickson, l’algèbre complexe déployée et l’algèbre de Clifford, toutes de bases non réelles sont anti-commutatives, l’utilisation d’une base imaginaire commutative conduit aux tessarines à quatre dimensions et aux biquaternions à huit dimensions.
Les tessarines offrent une multiplication commutative et associative, les biquaternions sont associatifs mais non commutatifs et les sédénions coniques sont non associatifs et non commutatifs. Ils contiennent tous des éléments idempotents et des diviseurs de zéro, sont tous non normés, mais offrent un module multiplicatif. Les biquaternions contiennent des éléments nilpotents.
Compte tenu de l’exception de leurs éléments idempotents, des diviseurs de zéro et des éléments nilpotents, l’arithmétique de ces nombres est close pour la multiplication, pour la division, pour l’exponentiation et pour les logarithmes (voir les quaternions coniques, qui sont isomorphes aux tessarines).

### Quaternion hyperbolique de Macfarlane
Les quaternions hyperboliques d’Alexander Macfarlane ont une multiplication non associative et non commutative. Néanmoins, ils offrent une structure d’anneau plus riche que l’espace de Minkowski de la relativité restreinte. Toutes les bases sont des racines de 1, c’est-à-dire {\displaystyle i_{n}^{2}=+1\,} pour {\displaystyle n\in \{1,2,3\}\,}.

### Nombre multicomplexe
Les nombres multicomplexes sont une algèbre à n dimensions commutative engendrée par un élément {\displaystyle e\,} qui satisfait {\displaystyle e^{n}=-1\,}. Les nombres bicomplexes sont un cas particulier, ils sont isomorphes aux tessarines et sont aussi contenus dans la définition des « nombres hypercomplexes » par Kantor et Solodovnikov.

## Histoire
Les quaternions furent inventés par l'irlandais William Rowan Hamilton en 1843. Hamilton recherchait des manières d'étendre les nombres complexes (qui peuvent être assimilés à des points d'un plan) à des dimensions plus élevées de l'espace euclidien (ℝn). Il ne réussit pas à le faire pour la dimension trois, mais la dimension quatre produisit les quaternions.
Cette découverte entraîna l'abandon de l'utilisation exclusive des lois commutatives, une avancée radicale. Les vecteurs et les matrices faisaient encore partie du futur, mais Hamilton venait en quelque sorte d'introduire le produit vectoriel et le produit scalaire des vecteurs.
Hamilton décrivit un quaternion comme quadruplet de nombres réels, le premier élément étant un « scalaire », et les trois éléments restants formant un « vecteur », ou « imaginaire pur ».
À la fin de l'année 1843, John T. Graves (en) et Arthur Cayley découvrent indépendamment une algèbre de dimension huit : les octonions. Celle-ci n'est pas associative.